# Järle, Örebro kommun
Denna artikel handlar om stationssamhället Järle. För Järle stad och Järle bruk, se Järle, Nora kommun. Se även Järle kanal.
Järle (tidigare även Jerle) är en småort i Ervalla socken i Örebro kommun, på gränsen till Nora kommun. Järle ligger utmed Nora-Ervalla Järnväg, senare Nora Bergslags Järnväg, idag Nora Bergslags Veteran-Jernväg. Här finns Sveriges äldsta bevarade och i drift varande stationshus. Stationen i Järle uppfördes 1854 och är sedan april 2005 ett lagskyddat byggnadsminne. Den äldsta stationen (dock inte i drift) är Fryksta station.
Järlemossen ligger omedelbart öster om samhället Järle. I denna mosse har torv brutits i många år av Jerle Torf AB. Detta företag köptes år 2001 av Econova.